# Óliver Arteaga
Óliver Arteaga Padrón (nacido en El Hierro, Santa Cruz de Tenerife, 4 de enero de 1983) es un exjugador de baloncesto profesional de nacionalidad española. Tiene una altura de 2,09 metros y puede ocupar las posiciones de pívot y de alero.
Ha sido internacional con España en las categorías inferiores.

## Biografía
Se formó en las categorías inferiores del Valencia Basket Club debutando incluso en la ACB. Oliver ha ido sumando experiencia en diversos conjuntos de la Adecco Oro. En la temporada 2008/09 regresó a la máxima competición nacional con el CAI Zaragoza; el año comenzó con el subcampeonato de la Supercopa ACB, pero no pudo culminarse con una alegría al materializarse el descenso de categoría del equipo.
En la temporada 2009-10 Arteaga apostó por el proyecto de un equipo debutante en la categoría como el de Palencia Baloncesto. El técnico Natxo Lezcano puso toda su confianza en él y el canario no defraudó completando un gran año en el que peleó jornada tras jornada por el título de MVP Nacional hasta que en la última fecha del calendario logró la valoración necesaria para superar a un Ricardo Guillén al que destronaría por un único punto con una media de 19,2 tantos por encuentro.
En la temporada 2010-11 el Leche Río Breogán protagoniza el campanazo del verano con el fichaje por 2 años de Oliver Arteaga, MVP Nacional de la Adecco Oro la temporada anterior.
En la temporada 2012-13 se incorpora al Assignia Manresa de la liga Endesa.

## Trayectoria deportiva
- Categorías inferiores del Valencia Basket Club.
- 2004-05. Valencia Basket Club. ACB.
- 2005-06. CAI Zaragoza. LEB Oro.
- 2006-07. Tenerife Club de Baloncesto. LEB Oro.
- 2007-08. San Sebastián Gipuzkoa Basket Club. LEB Oro.
- 2008-09. CAI Zaragoza. ACB.
- 2009-10. Club Deportivo Maristas Palencia. LEB Oro.
- 2010-11. Leche Río Breogán. LEB Oro.
- 2011-12. Menorca Bàsquet. LEB Oro.
- 2012-14. Bàsquet Manresa. ACB.
- 2014-15. Club Deportivo Maristas Palencia. LEB Oro.
- 2015-16. Basket Navarra Club. LEB Oro.
- 2016-17. Club Melilla Baloncesto. LEB Oro.
- 2017- . Oviedo Club Baloncesto. LEB Oro.